# Monastère des Bénédictines de Laval
Monastère Sainte-Scholastique des Bénédictines de Laval. Il s'agissait d'un monastère de Bénédictines situé à Laval, créé au XVIIe siècle.

## Fondation
Ce couvent est fondé par le marchand lavallois Robert Chevalier et sa femme Lézine Beloce, sieur et dame de la Gaberie, en 1621. Pour commencer cet établissement, ils donnent le lieu du Montmartin, avec ses jardins, ses enclos et ses dépendances. 
La donation en était faite à la révérende mère abbesse de l'Abbaye Sainte-Trinité de Poitiers, à la condition qu'elle y bâtirait un couvent et y établirait et entretiendrait un nombre de religieuses suffisant pour y chanter l'office comme il se fait dans les maisons de cet ordre L'acte de cette fondation est passé devant Pierre Croissant et Guillaume Éveillard, notaires à Laval, le 10 août 1621.

## Approbation
L'approbation du seigneur évêque du Mans et l'acceptation de la mère abbesse de la Sainte-Trinité de Poitiers, ne se font pas attendre. Charles de Beaumanoir, évêque du Mans, envoie dès le mois d'octobre son décret d'autorisation et d'érection de la communauté. 
La croix est plantée le 9 octobre 1622, par M. Gigondeau, en présence de M. le juge civil Cazet de Vautorte. Le clergé de la Trinité, les chanoines du Cimetière-Dieu, les Cordeliers, les Dominicains, les Capucins et les prêtres de Grenoux et d'Avesnières assistèrent à la cérémonie. Les religieuses sont établies en clôture par Jeanne Guichard de Bourbon, abbesse du couvent de la Sainte-Trinité de Poitiers.

## Extension
Mais bientôt les sœurs, se trouvent trop pauvres pour pouvoir remplir convenablement le but de la fondation. L'évêque, avant de leur répondre, ordonne une information. Il chargea le doyen rural de Laval, curé de L'Huisserie, de prendre des renseignements sur leurs revenus et demande en même temps le sentiment des curés de la Trinité et du chapelain titulaire de la Chaucerie
Le 10 juillet 1630, Étienne et Pierre Corbineau s'engagent vis-à-vis des Bénédictines de Laval à construire leur monastère, chapelle, dortoirs, réfectoire, chapitre, parloirs, etc.. Le portail, avec vitrail au-dessus, sera enrichi au moins autant que celui des Ursulines. Six ans plus tard, en 1636, les Corbineau signent un marché pour le maître-autel de tuffeau et de marbre, pour la clôture du chœur supportant les grilles, également en tuffeau enrichi de marbre, pour un portail sur le Gast.
L'église est placée sous le vocable de Saint-Benoît.
Cet établissement prospéra par la suite, car en 1700, le nombre des religieuses s'élevait jusqu'à trente. Les revenus s'étaient augmentés aussi et André René Le Paige les fait monter, à cette époque, à la somme de 1400 livres.
Les Bénédictines célébraient l'office divin. Elles recevaient, comme grandes pensionnaires, des personnes pieuses, qui voulaient vivre tranquillement et saintement hors du monde, sans vouloir cependant y renoncer entièrement par des vœux.
Au XVIIIe siècle, une chapelle dite chapelle Notre-Dame-de-Lorette est construite par les religieuses vers les éperons et la maison du pensionnat.

## Révolution française
Le prieuré est fermé en 1793 pendant la Révolution française. Les religieuses sont chassées, plusieurs religieuses peuvent ainsi rentrer chez elles à un nouveau titre. Les bâtiments servent de tribunal et de prison,. La maison sert à partir de 1794 de grand magasin : on y dépose les fourrages, foin, paille, avoine, son, bois, suif, chandelle, etc., jusqu'en 1794. Plus tard, le monastère est démoli en partie, ainsi que la chapelle. À la restauration du culte, une partie des bâtiments qui restaient sert de presbytère, jusqu'à ce que la municipalité qui a fait l'acquisition de l'ancienne maison curiale, vend les restes du prieuré à des particuliers.

## Place de Hercé
En 1816, le terrain occupé par  le couvent des Bénédictines abandonné et en ruine présente un mauvais état. Jean-François de Hercé, alors maire de Laval, fait travailler à son nivellement pour occuper des ouvriers pauvres. Il transforme l'endroit en une place.

## Source
- Mémorial de la Mayenne, 1845, Godbert, Laval, p. 227-229.